# Mistrzostwa Świata Juniorów w Curlingu 1977
Mistrzostwa Świata Juniorów w Curlingu 1977 – turniej, który odbył się w dniach 27 lutego–3 marca 1977 w kanadyjskim Québecu. Mistrzami świata juniorów zostali Kanadyjczycy.
Była to trzecia edycja mistrzostw świata juniorów w curlingu. Po raz drugi odbyły się one w Kanadzie. W turnieju wzięło udział 10 drużyn męskich.

## Reprezentacje
| Państwo           | Czwarty           | Trzeci                | Drugi              | Otwierający         |
| ----------------- | ----------------- | --------------------- | ------------------ | ------------------- |
| Dania             | Peter Sundberg    | Lars Erik Sundberg    | Holger Bo Nissen   | Morten Andreasen    |
| Francja           | Claude Feige      | Marc Sibuet           | Gilles Marin-Pache | Yves Tronc          |
| Kanada            | Bill Jenkins      | John Scales           | Sandy Stewart      | Alan Mayhew         |
| RFN               | Ralph Zimmerman   | Florian Zimmerman     | Pascal Piroue      | Thomas Mueller-Stoy |
| Norwegia          | Sjur Loen         | Morten Søgaard        | Hans Bekkelund     | Roar Rise           |
| Stany Zjednoczone | Donald Jr Barcome | Dale Mueller          | Gary Mueller       | Earl Barcome        |
| Szkocja           | Lockhart Steele   | Gavin Wiseman         | Tom McGregor       | Archibald Craig     |
| Szwajcaria        | Jürg Tanner       | Jean Pierre Morisetti | Jürg Hornisberger  | Patrik Lörtscher    |
| Szwecja           | Anders Grahn      | Mats Nyberg           | Bo Söderström      | Bo-Göran Strömberg  |
| Włochy            | Massimo Alvera    | Franco Sovilla        | Fabio Bovolenta    | Stefano Morona      |

pogrubieniem oznaczono skipów.

## Rozgrywki

### Round Robin
| Państwo           | W | P |
| ----------------- | - | - |
| Stany Zjednoczone | 8 | 1 |
| Norwegia          | 6 | 3 |
| Szwecja           | 6 | 3 |
| Kanada            | 5 | 4 |
| Szwajcaria        | 5 | 4 |
| Francja           | 5 | 4 |
| Szkocja           | 4 | 5 |
| Włochy            | 4 | 5 |
| Dania             | 2 | 7 |
| RFN               | 0 | 9 |

     Awans do półfinału
     Awans do tie-breaku

### Tie-break
Runda I:  Kanada -  Francja 7:3

Runda II:  Kanada -  Szwajcaria 4:2

### Play-off
|  |           |                   |           |         |   |        |        |       |
|  | Półfinały | Półfinały         | Półfinały |         |   | Finał  | Finał  | Finał |
|  | Półfinały | Półfinały         | Półfinały |         |   | Finał  | Finał  | Finał |
|  |           |                   |           |         |   |        |        |       |
|  |           |                   |           |         |   |        |        |       |
|  | 1         | Stany Zjednoczone | 6         |         |   |        |        |       |
|  | 1         | Stany Zjednoczone | 6         |         |   |        |        |       |
|  | TB        | Kanada            | 7         |         |   |        |        |       |
|  | TB        | Kanada            | 7         |         |   | Kanada | Kanada | 9     |
|  |           |                   |           |         |   | Kanada | Kanada | 9     |
|  |           |                   | Szwecja   | Szwecja | 5 |        |        |       |
|  | 2         | Norwegia          | Szwecja   | Szwecja | 5 | 5      |        |       |
|  | 2         | Norwegia          |           |         |   |        |        |       |
|  | 3         | Szwecja           | 6         |         |   |        |        |       |
|  | 3         | Szwecja           | 6         |         |   |        |        |       |
|  |           |                   |           |         |   |        |        |       |

## Klasyfikacja końcowa
|  | Mistrzowie świata juniorów     |
|  | Wicemistrzowie świata juniorów |
|  | 3 miejsce                      |

| Państwo           | Skip              |
| ----------------- | ----------------- |
| Kanada            | Bill Jenkins      |
| Szwecja           | Anders Grahn      |
| Stany Zjednoczone | Donald Jr Barcome |
| Norwegia          | Sjur Loen         |
| Szwajcaria        | Jürg Tanner       |
| Francja           | Claude Feige      |
| Szkocja           | Lockhart Steele   |
| Włochy            | Massimo Alvera    |
| Dania             | Peter Sundberg    |
| RFN               | Ralph Zimmerman   |